# Варбан Вінаров
Варбан Вінаров (ім'я при народженні – Варбан Ніколов Вінаров; 1885, Русе, Болгарія – 5 березня 1908, Відень, Австро-Угорщина) – болгарський офіцер, генерал-майор Сухопутних військ Болгарії.

## Біографія

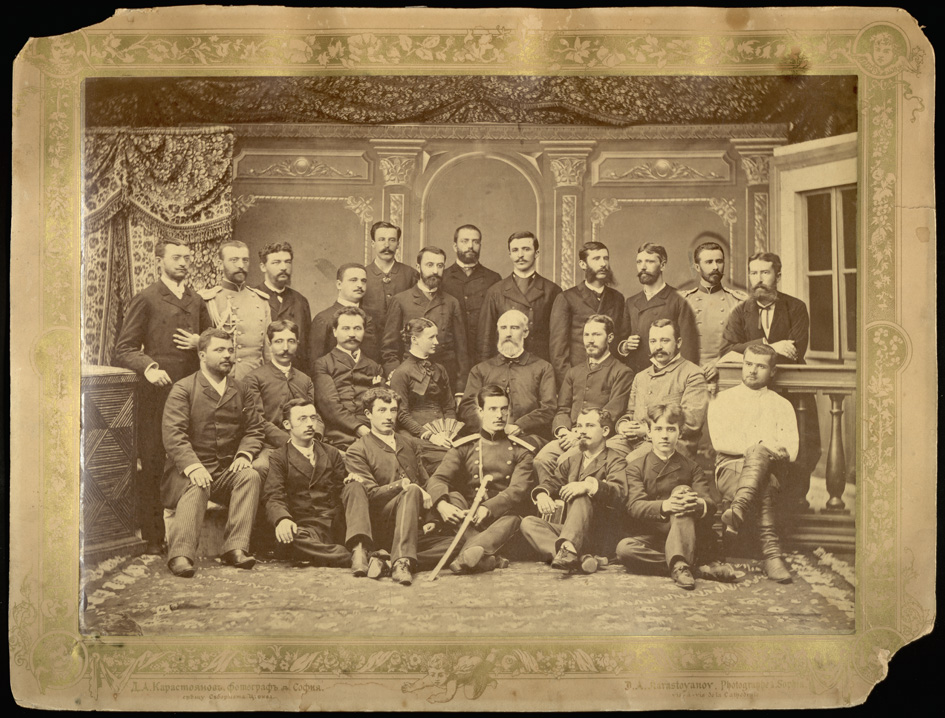
Викладачі та випускники Робертського коледжу. Другий справа – Варбан Вінаров

Варбан Ніколов Вінаров народився в місті Русе, вБолгарії у 1856.  У двадцять років закінчив Робертському коледжі в Константинополі.  Після звільнення навчався у військовій школі в Софії.
21 січня 1880 року Іван Ведар у Бухаресті взяв на себе трьох молодих юнаків – лейтенанта Варбана Вінарова, Тома Карджиєва, прокурора районного суду і секретаря Йордана Джумалієва , де ввів їх у масонську ложу "Геліополіс", підпорядковану Великому Витоку у Франції. Після підготовки відповідного ритуалу 18 лютого того ж року в будинку Ведара в Русе було офіційно проголошено про створення першої в країні масонської ложі під назвою «Балканська зірка» № 134. У списку Вінаров був зареєстрований під № 6, отримавши III ступінь масонства.  Він також включений до управління Ложі як I-й надзиратель, друга людина після почесного майстра Івана Ведара.  Вінаров – флігель-ад'ютант князя Олександра I Баттенберга з 1884 року.

### Сербсько-болгарська війна (1885)
Брав участь у сербсько-болгарській війні (1885). Після війни він був помічником начальника армійського штабу, а з 1887 року – начальником Військової школи. Пізніше закінчив Миколаївський генштаб у Санкт-Петербурзі. Став флігель-ад'ютантом князя Фердинанда з 1894 р. і почесним флігель-ад'ютантом з 1899 по 1900 рр. Обіймав високі командні посади в болгарській армії і в 44 роки став Генерал-майором Генерального штабу і інспектором кавалерії (1900–1908). У 1907 р. і був делегатом Другої світової конференції миру в Гаазі. У 1897 р. – начальник Преславської четвертої піхотної дивізії.
Генерал Вінаров помер 5 березня 1908  у Відні. Похований у Софії.

### Родина
Був одружений з Елізою, донькою д-ра Георгія Вальковича, міністра закордонних справ, дипломатичного агента в Константинополі.  У Вінарова було п'ятеро дітей. Його донька Бистра була дружиною Симеона Радева – учасника Балканської війни і македонсько-адріанопольського волонтера, історика , дипломата, публіциста і журналіста, автора книги "Будівельники сучасної Болгарії". Син Вінарова, лейтенант Георгій Вінаров, загинув під час Другої балканської війни.  Одна із доньок іншої сестри  Петра Вінарова, Анніки – Невіяна Панайотова Станчева – відома як доктор Пашова, лікар педіатр.

## Нагороди
- Військовий орден "За хоробрість" III ступеня, 2-го класу і IV ступеня
- Королівський орден " Святого Олександра II ступеня без мечів, III ступеня і IV ступеня з мечами
- Орден «За заслуги»

1. ↑  Сербсько-болгарська війна 1885. Збірник документів , Софія, 1985, Військове видання, з 467

## Зовнішні посилання
- Златев, Л., Х. Лебикян. Михаил Силаги. Фамилия Силаги с трайно русенско присъствие. Русе, 2005. [Архівовано 3 серпня 2016 у Wayback Machine.]
- ген. Върбан Винаров в родословното дърво на фамилия Хаджииванови [Архівовано 27 лютого 2019 у Wayback Machine.]